# ホアキン・トレス (マーベル・コミック)
ホアキン・トレス（Joaquín Torres）は、マーベル・コミックが出版するコミック作品に登場するキャラクターである。

## 発行履歴
ホアキン・トレスは、2015年10月にニック・スペンサーとダニエル・アクーナによって創造され、『Captain America: Sam Wilson』第1号の中に登場した写真の被写体としてデビューし、第3号で正式に登場した。その後、2022年の『Captain America: Symbol of Truth』シリーズにも登場した。

## キャラクター経歴
メキシコのティーンエイジャーであるトレスは、国境で移民を助けている時に“サンズ・オブ・ザ・サーペント”に拉致され、犯罪科学者カール・マルスに自身のDNAをサム・ウィルソン/キャプテン・アメリカの愛鳥である“レッドウィング”のものとスプライシングされた。ウィルソン/キャプテン・アメリカに救われて彼に引き取られたトレスは、実験により元の身体に戻れなくなった代わりにさまざまな超能力を得て、その能力に順応すると、ウィルソンの相棒である新たなファルコンとすることを許可された。後にアイアンハートと共に“チャンピオンズ”を含む様々なヒーローと同盟を組んだ。

## 能力・スキル
人間とハヤブサのハイブリッドとして、トレスは翼、羽が生えた腕、強化された視力、鉤爪のような爪を発達させた。レッドウィングの吸血鬼的な性質により、彼は加速治癒因子も手に入れ、重傷を負ってもすぐに回復できるようになった。さらに、トレスはレッドウィングとサイキックリンクを共有し、鳥を通してウィルソンとのコミュニケーションを可能にしている。

## MCU版
『マーベル・シネマティック・ユニバース』では、ダニー・ラミレスが演じ、布施川一寛が日本語吹替を担当する。

### キャラクター像
サム・ウィルソン/ファルコン（初代）/キャプテン・アメリカ（3代目）の友人にして協力者でもあるアメリカ空軍中尉。気さくで、何処か子どもっぽい優男に見えるが、単身で潜入捜査にあたることもあるほど軍人らしい行動力も持つ。サムのキャプテン・アメリカ襲名後、ファルコン（2代目）となり、相棒としてサムをサポートする。

### ツール
グロック17

EX-7ファルコン
ホアキン専用のウィングパック。サムから託された破損状態の“EX-7ファルコン マーク3” を改修したものである。

### 各作品における描写・活躍
『ファルコン&ウィンター・ソルジャー』第1〜3、5、6話
本作でMCU初登場。チュニジアでは、“LAF”にハイジャックされた輸送機からヴァッサンを救う任務に就くサムを地上から連絡する形でサポートし、その後“フラッグ・スマッシャーズ”の危険性をサムに伝えると、スイスで銀行を襲撃しようとするフラッグ・スマッシャーズへ潜入捜査を行なうが、超人のパワーを持つドヴィッチの反撃で負傷し、その際に録画した映像をサムに見せて相手が超人であると知らせた。
その後もフラッグ・スマッシャーズを追うサムとバッキー・バーンズ/ウィンター・ソルジャーに輸送機の提供や、ドンニャ・マダーニについての調査結果とニューヨークのGRC会議場がテロ攻撃されることなどを報告し、一度手放したキャプテン・アメリカの盾を取り戻したサムから破損したEX-7ファルコン マーク3を託され、生中継されたサムのスピーチも友人として見届ける。
『キャプテン・アメリカ:ブレイブ・ニュー・ワールド』
本作からファルコン（2代目）として登場する。

## その他のメディア

### テレビアニメ
『アベンジャーズ・アッセンブル』：シーズン3（ウルトロン・レボリューション）第65話『時空を超えた戦い（原題：『Into the Future』） 』に征服者カーンが支配する未来からのレジスタンス戦士としてカメオ出演した。

### ビデオゲーム
- 『MARVEL SNAP』[10][11]
- プレイヤーキャラクターとして登場
  - 『Marvel Future Fight』：アンロックのキャラクターとして登場[12][13]。
  - 『Marvel Contest of Champions』[14][15]
  - 『Marvel Strike Force』[16]

### マーチャンダイス
ハズブロの『マーベル・レジェンド』や、Funko PopからMCU版のトレス/ファルコンのアクションフィギュアが商品化されている。

### 参考
1. ↑  Humphries, Rebekah (2021年3月19日). “Falcon and the Winter Soldier: Who Is Joaquín Torres, Marvel's OTHER Falcon?” (英語). Comic Book Resources. 2025年2月20日閲覧。
2. ↑  Wiese, Jason (2021年4月23日). “The Falcon And The Winter Soldier's Joaquin Torres: 5 Things We Know About Him From Marvel Comics” (英語). CinemaBlend. 2025年2月20日閲覧。
3. ↑  Matadeen, Renaldo (2023年7月11日). “Sam Wilson's Sidekick Makes A Heartbreaking Decision In Captain America: Symbol Of Truth” (英語). Comic Book Resources. 2025年2月20日閲覧。
4. ↑  Young, Kai (2024年7月12日). “Who Is Marvel's New Falcon? Joaquín Torres Debuted In The MCU 3 Years Ago” (英語). Screen Rant. 2025年2月20日閲覧。
5. ↑  Ceco, Andrew (2021年4月1日). “The Falcon and the Winter Soldier – Who is Joaquín Torres?” (英語). Sideshow Collectibles. 2025年2月20日閲覧。
6. ↑  Captain America: Sam Wilson #6 (April 2016). Marvel Comics.
7. ↑  Chanliau, Pierre (2021年3月20日). “Marvel's Next Falcon: How Torres Takes on the Superhero Mantle In the Comics” (英語). The Direct. 2025年2月20日閲覧。
8. ↑  Webber, Tim (2025年2月13日). “Meet Falcon, Captain America's High-Flying Partner”. Marvel.com. 2025年2月20日閲覧。
9. ↑  “Into the Future”. Avengers Assemble. シーズン3. Episode 13. 22 August 2016. Disney XD.
10. ↑  Bell, Lowell (2025年2月4日). “Best Joaquin Torres Falcon Decks in Marvel Snap” (英語). The Escapist. 2025年2月20日閲覧。
11. ↑  Bošnjak, Dominik (2025年2月4日). “Marvel Snap 'Brave New World' Season Launches With 9 New Character Cards” (英語). Game Rant. 2025年2月20日閲覧。
12. ↑  Staff, Game Rant (2025年2月6日). “Marvel Future Fight – Official Captain America: Brave New World Update Trailer” (英語). Game Rant. 2025年2月20日閲覧。
13. ↑  Botadkar, Tanish (2025年2月7日). “Marvel Future Fight has just released their Captain America: Brave New World-themed update” (英語). Pocket Gamer. 2025年2月13日閲覧。
14. ↑  Catig, Gary (2025年2月5日). “Marvel Contest Of Champions Adds Captain America: Brave New World Content In February”. Comicon.com. 2025年2月20日閲覧。
15. ↑  Sheehan, Gavin (2025年2月4日). “Marvel Contest of Champions Reveals 2025 Valentine's Day Plans” (英語). Bleeding Cool. 2025年2月20日閲覧。
16. ↑  Hashimoto, Marika (2025年2月18日). “Unlock 'Brave New World' Costume in MARVEL Strike Force”. Marvel.com. 2025年2月20日閲覧。
17. ↑  Jackson, Gordon (2024年10月28日). “Hasbro's Latest Marvel Legends Give Us Our Best Look Yet at the MCU's New Falcon” (英語). Gizmodo. 2025年2月20日閲覧。
18. ↑  Roberts, Tyler (2024年10月29日). “New Marvel Legends Captain America: Brave New World Falcon Revealed” (英語). Bleeding Cool. 2025年2月20日閲覧。
19. ↑  Whitbrook, James (2024年12月4日). “Captain America: Brave New World's Funko Pops Give Us Our First, Big-Headed Look at The Leader” (英語). Gizmodo. 2025年2月20日閲覧。
20. ↑  Danoff, Owen (2025年2月13日). “Anthony Mackie & Danny Ramirez Fight With Red Hulk Hands In This Captain America: Brave New World Toy Unboxing Video” (英語). Screen Rant. 2025年2月20日閲覧。